# Eberhard Freitag
Eberhard Freitag (Mühlacker, 19 de maio de 1942) é um matemático alemão.

## Obras
- com Rolf Busam: Funktionentheorie 1. Springer-Verlag, 1993, 4ª Edição, 2006, ISBN 3540317643
- Funktionentheorie 2: Riemannsche Flächen, Mehrere komplexe Variable, Abelsche Funktionen, Höhere Modulformen, Springer-Verlag, 2009
- Hilbert Modular Forms. Springer-Verlag, Grundlehren der mathematischen Wissenschaften, 1990, ISBN 978-3540505860* Singular Modular Forms and Theta Relations. In: Lecture Notes in Mathematics. Band 1487, Springer-Verlag, 1991, ISBN 3540547045
- com Reinhardt Kiehl: Etale cohomology and the Weil conjecture. Springer-Verlag, 1988, ISBN 978-0387121758
- Siegelsche Modulfunktionen. Springer-Verlag, Berlin 1983, Grundlehren der mathematischen Wissenschaften Volume 254, ISBN 978-3540116615